# Jason Turner
Jason Turner (* 31. Januar 1975 in Rochester) ist ein ehemaliger US-amerikanischer Sportschütze.

## Erfolge
Jason Turner nahm dreimal an Olympischen Spielen teil. 2004 belegte er in Athen mit der Luftpistole den 36. Platz und mit der Freien Pistole den 18. Platz. Vier Jahre darauf kam er mit der Freien Pistole in Peking nicht über den 20. Platz hinaus, während er mit der Luftpistole dank 583 Punkten in der Qualifikation ins Finale einzog. Dieses beendete er mit insgesamt 682,0 Punkten und setzte sich im anschließenden Stechen um Rang vier gegen seinen Landsmann Brian Beaman durch. Da der ursprüngliche drittplatzierte Kim Jong-su wegen Dopings disqualifiziert wurde, erhielt Turner nachträglich Bronze. Bei den Olympischen Spielen 2012 in London schloss er den Wettbewerb mit der Luftpistole auf dem 34. Rang ab. Bei Panamerikanischen Spielen gewann er 2003 in Santo Domingo und 2007 in Rio de Janeiro mit der Luftpistole die Goldmedaille. 2007 schloss er außerdem auch den Wettkampf mit der Freien Pistole auf dem ersten Platz ab.
Turner beendete 2015 seine aktive Karriere. Im November 2018 wurde er Nationaltrainer der US-amerikanischen Pistolenschützen.